# Louis Notari
Louis Notari (Mónaco, 1879-1961) escritor monegasco en francés y monegasco.
Escribió la letra del himno nacional de Mónaco y se le considera el primer escritor en monegasco, ya que hasta él sólo había literatura oral. Escribió sólo 3 libros.
- A legenda de Santa Devota/Santa Devota (1927)
- Bülüghe munegasche (1941)
- Quelques notes sur les traditions de Monaco (1960).

A pesar de que una parte importante de la obra de Notari tiene una clara inspiración religiosa, el monegasco es posiblemente la única lengua romance con literatura propia que no posee una traducción de la Biblia.
Louis Notari también tuvo un papel importante en la ingeniería civil del Principado, y es conocido por su trabajo en el Jardín Exótico, que atrae anualmente a incontables turistas de varios países.
La decisión del príncipe Rainiero III de Mónaco de incentivar a los maestros de las escuelas locales fue una de las razones principales de la aparición de Notari y otros. La literatura de Notari produjo un auténtico florecimiento de la literatura en monegasco. Una gramática y un diccionario de Louis Frolla y numerosas otras obras fueron publicadas, incluyendo las de Georges Franzi, Louis Barral y Suzanne Simone (diccionario), Louis Canis, Jules Soccal, Lazare Sauvaigo y Robert Buisson. Este auge ha permitido a la lengua del pequeño país encontrar un lugar visible y permanente entre las demás lenguas romances. 
Existe una calle dedicada en el suburbio de La Condamine en Mónaco.
- Datos: Q489830